# San Lorenzo Chiautzingo
San Lorenzo Chiautzingo är en kommunhuvudort i Mexiko.   Den ligger i kommunen Chiautzingo och delstaten Puebla, i den sydöstra delen av landet, 70 km öster om huvudstaden Mexico City. San Lorenzo Chiautzingo ligger 2 356 meter över havet och antalet invånare är 7 176.
Terrängen runt San Lorenzo Chiautzingo är platt åt nordost, men åt sydväst är den kuperad. Runt San Lorenzo Chiautzingo är det ganska tätbefolkat, med 96 invånare per kvadratkilometer. Närmaste större samhälle är San Martin Texmelucan de Labastida, 9,5 km norr om San Lorenzo Chiautzingo. Trakten runt San Lorenzo Chiautzingo består till största delen av jordbruksmark.